# 김명시
김명시(金命時ㆍ1907-1949)는 ‘백마 탄 여장군’ ‘조선의 잔 다르크’라고 불리던 독립운동가이다.

## 생애
1907년 경남 마산부 만정(萬町·창원시 마산합포구 동성동) 189번지에서 태어났으며 스베츠로바, 김희원(金喜元)이라는 이름도 사용하였다. 현재 기존 건물은 철거된 상태며 그 자리에 오동동 문화광장(2016년)이 조성됐다. 그는 다섯 오누이 중 셋째다. 일찍이 아버지를 여의었고 생선행상을 한 어머니(김인석) 손에서 길러졌다.
김명시 가족은 독립운동가다. 어머니는 마산 3·1 독립운동에 앞장서 만세를 부르다 부상을 당했다. 오 남매 중 삼 남매(김명시·오빠 김형선·남동생 김형윤)는 사회주의 계열 항일투사로 모두 옥살이를 했다. 김명시는 1923년 마산공립보통학교(현 창원 성호초)를 졸업했고 1925년 서울 배화여학교에 입학했다. 하지만 학비 부족으로 중퇴했고 그해 10월 고려공산청년회 유학생(21명)으로 선발돼 모스크바 동방노력자공산대학에 입학했으나 1927년에 중퇴하고 상하이[上海]로 가서 사회주의운동에 뛰어들었다. 여자 동기로 창원 출신 김조이도 있었다.
사회주의 운동가인 오빠 김형선의 영향으로 고려공산청년회에 가입해 활동했고, 모스크바 동방노력자공산대학을 중퇴한 후 중국에서 상해한인반제동맹 등을 조직하고 1930년 하얼빈 일본영사관 공격 등에 참여했다. 1932년 신의주에서 조선공산당 재건활동 혐의로 체포돼 7년간 복역 후 만기 출소한다.
<박헌영 평전> 등 안재성 저서의 주장에 따르면 경성콤그룹은 조선의용군과의 군사협동 작전을 모색하기 위해 김명시를 김무정에게 보냈다. 1939년 중국으로 다시 건너가 무정 장군 직속하의 조선의용군 화북지대원으로 일본 점령지구에서 항일 투쟁을 계속했다. 1939년부터 해방 직전까지 조선의용군에 소속돼 최전방에서 여성부대원을 이끌고 선전활동과 병력 모집에 앞장서 이름을 떨쳤다.
해방 조국으로 돌아온 후 김명시의 존재는 더욱 널리 알려졌다. 해방 후 종로 거리 개선행렬에서 그녀가 조선의용군 총사령 무정에 이어 말을 타고 지나갈 때 시민들이 ‘김명시 장군 만세!’를 불렀다는 일화가 알려져 있다.
1945년 12월 기자회견에서 화북조선독립동맹과 조선의용군의 현황을 설명하고 “조선사람은 친일파나 민족반역자를 제외하고 다 통일전선에 참가해 한 뭉치가 되어야 한다”며 자주독립을 위한 좌우 협력을 강조해 주목을 받았다. 김명시는 1946년 2월 민주주의민족전선 중앙위원이자 서울지부 의장단으로 선출된다. 이후 김명시는 통일정부 수립을 위해 활동하며 1947년 전라도에서 발생한 우익테러 사건에 민주주의민족전선 조사단원으로 참여하고, 민주여성동맹 대표로 미군정청 군정사령관 존 하지 준장에게 반탁시위 항의서를 제출하기도 했다.
하지만 그녀 1948년 이승만 정권 수립 후 거세진 좌익 숙청 작업 시기에 갑작스러운 최후를 맞았다. 1949년 10월 11일자 신문에 실린 ‘북로당 정치위원 김명시, 부평서 유치장서 자살’이란 제목의 기사가 그의 마지막을 간략히 설명한다. 이후 기사에서 김효석 내무장관은 ‘지난 10일 오전 5시40분경 자기의 상의를 찢어서 유치장 내에 있는 약 3척 높이 되는 수도관에 목을 매고 죽었다’고 발표했다고 돼 있다. 하지만 고문치사인지, 자살인지 사인을 확인할 만한 자료는 발견되지 않았다.
오빠 김형선도 1950년 한국전쟁 때 월북하다 미군의 폭격으로 사망했다. 동생 김형윤은 일제강점기 말 이후로 흔적이 없다. 시신을 수습했을 그녀 가족들도 지금은 어디에 있는지 알지 못한다. 김형목 독립기념관 연구원은 “독립운동가 연구에서 연좌제 등으로 인해 사회주의 독립운동가 후손들은 찾기도, 가족 이야기를 듣는 것도 어렵다”고 말했다.
국가보훈처는 김명시가 북로당 정치위원이었다는 기사가 근거가 없다고 판단해 2022년 광복절을 맞아 김명시를 독립유공자로 지정했다.

## 대중매체
안재성의 소설 <항일혁명전사 김명시>(<명시>의 개정판)

## 같이 보기
- 조선공산당
- 조선의용군
- 경성 콤그룹